# Stefano Braschi
Stefano Braschi (Barberino di Mugello, 1957. június 6. –) olasz nemzetközi labdarúgó-játékvezető.

## Pályafutása

### Nemzeti játékvezetés
A játékvezetői vizsgát 1974-ben szerezte meg. Ellenőreinek és sportvezetőinek javaslatára 1992-ben lett a Serie A játékvezetője. Az aktív nemzeti játékvezetéstől 2002-ben vonult vissza.

#### Nemzeti kupamérkőzések
Vezetett Kupa-döntők száma: 2.

##### Olasz labdarúgókupa
| Időpont         | Helyszín                         | Mérkőzés típusa        | Mérkőzés             | Eredmény | Nézők száma |
| --------------- | -------------------------------- | ---------------------- | -------------------- | -------- | ----------- |
| 1997. május 29. | Romeo Menti Stadion, Vicenza     | második döntő mérkőzés | Vicenza–SSC Napoli   | 3 : 0    |             |
| 1999. május 5.  | Artemio Franchi Stadion, Firenze | második döntő mérkőzés | ACF Fiorentina–Parma | 2 : 2    | 39 070      |

### Nemzetközi játékvezetés
Az Olasz labdarúgó-szövetség Játékvezető Bizottsága (JB) terjesztette fel nemzetközi játékvezetőnek, a Nemzetközi Labdarúgó-szövetség (FIFA) 1996-tól tartotta nyilván bírói keretében. 1998-ban került az UEFA Top játékvezetők közé. Több nemzetek közötti válogatott és klubmérkőzést vezetett. Az olasz nemzetközi játékvezetők rangsorában, a világbajnokság-Európa-bajnokság sorrendjében többedmagával a 21. helyet foglalja el 5 találkozó szolgálatával. Az aktív nemzetközi játékvezetéstől 2002-ben a FIFA JB 45 éves korhatárát elérve búcsúzott.

#### Labdarúgó-világbajnokság
A világbajnoki döntőhöz vezető úton Dél-Koreába és Japánba a XVII., a 2002-es labdarúgó-világbajnokságra a FIFA JB bíróként alkalmazta.

##### 2002-es labdarúgó-világbajnokság

###### Selejtező mérkőzés
| Időpont             | Helyszín                        | Mérkőzés típusa                     | Mérkőzés               | Eredmény | Nézők száma |
| ------------------- | ------------------------------- | ----------------------------------- | ---------------------- | -------- | ----------- |
| 2000. október 7.    | Wembley Stadion, London         | előselejtező (9. csoport)           | Anglia–Németország     | 0 : 1    | 76 377      |
| 2001. szeptember 5. | Ali Sami Yen Stadion, Isztambul | előselejtező (4. csoport)           | Törökország–Svédország | 1 : 2    | 22 000      |
| 2001. november 10.  | Olimpiai Stadion, Kijev         | rájátszás (1. mérkőzés)             | Ukrajna–Németország    | 1 : 1    | 83 000      |
| 2001. augusztus 15. | Atahualpa Stadion, Quito        | Dél-Amerika zónadöntő (14. forduló) | Ecuador–Argentína      | 0 : 2    | 38 156      |

#### Labdarúgó-Európa-bajnokság
Az európai-labdarúgó torna döntőjéhez vezető úton Belgiumba és Hollandiába a XI., a 2000-es labdarúgó-Európa-bajnokságra az UEFA JB játékvezetőként foglalkoztatta.

##### 2000-es labdarúgó-Európa-bajnokság

###### Selejtező mérkőzés
| Időpont         | Helyszín                   | Mérkőzés típusa           | Mérkőzés               | Eredmény | Nézők száma |
| --------------- | -------------------------- | ------------------------- | ---------------------- | -------- | ----------- |
| 1999. június 4. | Polish Army Stadion, Varsó | előselejtező (5. csoport) | Lengyelország–Bulgaria | 2 : 0    | 8 000       |

#### Nemzetközi kupamérkőzések
Vezetett Kupa-döntők száma: 2.

##### UEFA-bajnokok ligája
A 46. játékvezető – a 6. olasz – aki UEFA-bajnokok ligája döntőt vezetett.
| Időpont         | Helyszín                | Mérkőzés típusa | Mérkőzés                   | Eredmény | Nézők száma |
| --------------- | ----------------------- | --------------- | -------------------------- | -------- | ----------- |
| 2000. május 24. | Francia Stadion, Párizs | döntő           | Real Madrid CF–Valencia CF | 3 : 0    | 78 759      |

##### Kupagyőztesek Európa-kupája
A mérkőzés magyar vonatkozása, hogy Lisztes Krisztián a VfB Stuttgarttal ezüstérmes lett.
| Időpont         | Helyszín                   | Mérkőzés típusa | Mérkőzés                 | Eredmény | Nézők száma |
| --------------- | -------------------------- | --------------- | ------------------------ | -------- | ----------- |
| 1998. május 13. | Råsunda Stadion, Stockholm | döntő           | Chelsea FC–VfB Stuttgart | 1 : 0    | 30 216      |

##### FIFA-klubvilágbajnokság
A 2000-es FIFA-klubvilágbajnokságot Brazíliában rendezték, ahol a FIFA JB hivatalnokkánt foglalkoztatta.
| Időpont          | Helyszín                         | Mérkőzés típusa              | Mérkőzés                                        | Eredmény | Nézők száma |
| ---------------- | -------------------------------- | ---------------------------- | ----------------------------------------------- | -------- | ----------- |
| 2000. január 5.  | Morumbi Stadion, São Paulo       | csoportmérkőzés (A. csoport) | Corinthians (brazil)–Raja Casablanca (marokkói) | 2 : 0    | 23 000      |
| 2000. január 11. | Maracanã Stadion, Rio de Janeiro | csoportmérkőzés (B. csoport) | Manchester United FC–South Melbourne (ausztrál) | 2 : 0    | 25 000      |

## Sportvezetőként
Pályafutását követően az UEFA JB nemzetközi játékvezető ellenőre. Körzeti szinten, Toszkánában a labdarúgó JB elnöke.

## Szakmai sikerek
- 1998-ban az olasz JB elismerve szakmai felkészültségét, az Év Játékvezetője elismeréseként, a Giovanni Mauro alapítvány díjában részesítette.
- Az IFFHS (International Federation of Football History & Statistics) 1987-2011 évadokról tartott nemzetközi szavazásán 151, játékvezető besorolásával minden idők 80, legjobb bírójának rangsorolta. A 2008-as szavazáshoz képest 6 pozíciót hátrább lépett.